# Dolomedes tridentatus
Dolomedes tridentatus är en spindelart som beskrevs av Henry Roughton Hogg 1911. Dolomedes tridentatus ingår i släktet Dolomedes och familjen vårdnätsspindlar. Inga underarter finns listade i Catalogue of Life.